# Muusoctopus berryi
Muusoctopus berryi is een inktvissensoort uit de familie van de Enteroctopodidae. De wetenschappelijke naam van de soort werd voor het eerst geldig gepubliceerd in 1924 door Robson als Benthoctopus berryi.